# Nuaillé
Pour les articles homonymes, voir Nuaillé (homonymie).
Nuaillé est une commune française située dans le département de Maine-et-Loire, en région Pays de la Loire.

## Géographie

### Localisation
Commune angevine des Mauges, Nuaillé se situe au nord-est de la ville de Cholet, sur les routes D 960, Vezins - Cholet, et D 160E Trémentines, D 200 Mazières-en-Mauges.

### Climat
Pour des articles plus généraux, voir Climat des Pays de la Loire et Climat de Maine-et-Loire.
En 2010, le climat de la commune est de type climat océanique altéré, selon une étude du CNRS s'appuyant sur une série de données couvrant la période 1971-2000. En 2020, Météo-France publie une typologie des climats de la France métropolitaine dans laquelle la commune est exposée à un climat océanique et est dans une zone de transition entre les régions climatiques « Bretagne orientale et méridionale, Pays nantais, Vendée » et « Moyenne vallée de la Loire ».
Pour la période 1971-2000, la température annuelle moyenne est de 11,5 °C, avec une amplitude thermique annuelle de 14,3 °C. Le cumul annuel moyen de précipitations est de 797 mm, avec 12,4 jours de précipitations en janvier et 6,2 jours en juillet. Pour la période 1991-2020, la température moyenne annuelle observée sur la station météorologique de Météo-France la plus proche, sur la commune de Cholet à 7 km à vol d'oiseau, est de 12,3 °C et le cumul annuel moyen de précipitations est de 772,5 mm,. Pour l'avenir, les paramètres climatiques de la commune estimés pour 2050 selon différents scénarios d'émission de gaz à effet de serre sont consultables sur un site dédié publié par Météo-France en novembre 2022.

## Urbanisme

### Typologie
Au 1er janvier 2024, Nuaillé est catégorisée bourg rural, selon la nouvelle grille communale de densité à sept niveaux définie par l'Insee en 2022.
Elle est située hors unité urbaine. Par ailleurs la commune fait partie de l'aire d'attraction de Cholet, dont elle est une commune de la couronne,. Cette aire, qui regroupe 26 communes, est catégorisée dans les aires de 50 000 à moins de 200 000 habitants,.

### Occupation des sols
L'occupation des sols de la commune, telle qu'elle ressort de la base de données européenne d’occupation biophysique des sols Corine Land Cover (CLC), est marquée par l'importance des forêts et milieux semi-naturels (54,8 % en 2018), une proportion identique à celle de 1990 (54,8 %). La répartition détaillée en 2018 est la suivante : 
forêts (54,8 %), terres arables (16,5 %), prairies (14,5 %), zones agricoles hétérogènes (7,4 %), zones urbanisées (4,8 %), zones industrielles ou commerciales et réseaux de communication (1,9 %). L'évolution de l’occupation des sols de la commune et de ses infrastructures peut être observée sur les différentes représentations cartographiques du territoire : la carte de Cassini (XVIIIe siècle), la carte d'état-major (1820-1866) et les cartes ou photos aériennes de l'IGN pour la période actuelle (1950 à aujourd'hui).

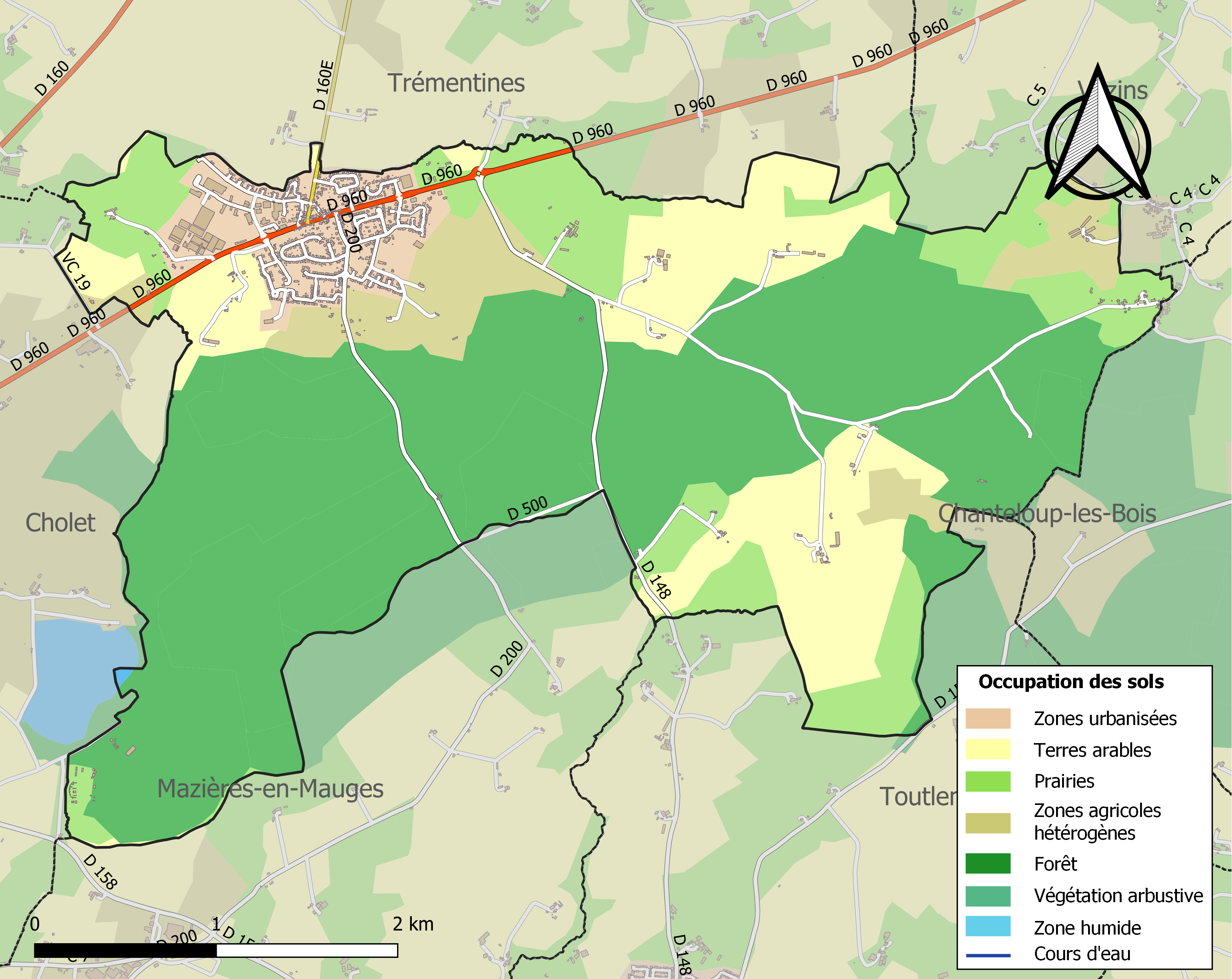
Carte des infrastructures et de l'occupation des sols de la commune en 2018 (CLC).

## Toponymie
L’orthographe du nom Nuaillé a varié au cours du temps. Au XIIIe siècle, on trouve un Nualle, en 1488 Nualleyum, au XVIIIe siècle Nouaillé.

## Histoire
C'est sur ce territoire de Nuaillé que fut tué Henri de La Rochejaquelein, généralissime de l'Armée Royale le 28 janvier 1794, lors des guerres de Vendée. Ce lieu se situe sur l'ancienne route de Nuaillé à Cholet, environ 1,5 km à la sortie de Nuaillé vers Cholet, ancienne route. Il fut enterré à 500 m de là en contrebas, jusqu'à la Restauration, époque où ses cendres furent transférées. On peut voir l'endroit de son cénotaphe marqué par une croix et inscription au bord de la route nationale 160 qui n'existait pas à l'époque. Monsieur Henri repose dans son village natal Saint-Aubin-de-Baubigné (79).

## Politique et administration

### Administration municipale
| Période                                  | Période                   | Identité               | Étiquette | Qualité |
| ---------------------------------------- | ------------------------- | ---------------------- | --------- | ------- |
|                                          | 1794                      | Pierre Bernier         |           |         |
| 1794                                     | 1812                      | René Gourdon           |           |         |
| 1812                                     | 1851                      | Étienne Gourdon        |           |         |
| 1852                                     | 1861                      | Étienne Michel Gourdon |           |         |
| 1862                                     | 1865                      | Sébastien Rouchery     |           |         |
| 1865                                     | 1880                      | Etienne Gourdon        |           |         |
| 1880                                     | 1906                      | Paul Turpault          |           |         |
| 1906                                     | 1929                      | Henri Turpault         |           |         |
| 1929                                     | 1955                      | Edmond de Terves       |           |         |
| 1955                                     | 1959                      | Germaine de Terves     |           |         |
| 1959                                     | 1977                      | Amaury de Terves       |           |         |
| mars 1977                                | mars 2001                 | Mauricette Guerry      |           |         |
| mars 2001                                | mars 2008                 | Marcel Audusseau       |           |         |
| mars 2008                                | mai 2020                  | Marc Mauppin,          |           |         |
| mai 2020                                 | En cours (au 29 mai 2020) | Christophe Piet        |           |         |
| Les données manquantes sont à compléter. |                           |                        |           |         |

### Intercommunalité
La commune est membre de l'agglomération du Choletais, après avoir été membre jusqu'en 2016 de la communauté d'agglomération du Choletais.

## Population et société

### Démographie

#### Évolution démographique
L'évolution du nombre d'habitants est connue à travers les recensements de la population effectués dans la commune depuis 1800. Pour les communes de moins de 10 000 habitants, une enquête de recensement portant sur toute la population est réalisée tous les cinq ans, les populations de référence des années intermédiaires étant quant à elles estimées par interpolation ou extrapolation. Pour la commune, le premier recensement exhaustif entrant dans le cadre du nouveau dispositif a été réalisé en 2007.

En 2022, la commune comptait 1 454 habitants, en évolution de −2,35 % par rapport à 2016 (Maine-et-Loire : +2,12 %, France hors Mayotte : +2,11 %).
| 1800 | 1806 | 1821 | 1831 | 1836 | 1841 | 1846 | 1851 | 1856 |
| ---- | ---- | ---- | ---- | ---- | ---- | ---- | ---- | ---- |
| 307  | 308  | 395  | 505  | 507  | 509  | 510  | 520  | 462  |

| 1861 | 1866 | 1872 | 1876 | 1881 | 1886 | 1891 | 1896 | 1901 |
| ---- | ---- | ---- | ---- | ---- | ---- | ---- | ---- | ---- |
| 483  | 498  | 455  | 503  | 481  | 479  | 420  | 427  | 401  |

| 1906 | 1911 | 1921 | 1926 | 1931 | 1936 | 1946 | 1954 | 1962 |
| ---- | ---- | ---- | ---- | ---- | ---- | ---- | ---- | ---- |
| 388  | 391  | 358  | 342  | 328  | 303  | 314  | 384  | 402  |

| 1968 | 1975 | 1982  | 1990  | 1999  | 2006  | 2007  | 2012  | 2017  |
| ---- | ---- | ----- | ----- | ----- | ----- | ----- | ----- | ----- |
| 395  | 570  | 1 119 | 1 261 | 1 356 | 1 322 | 1 317 | 1 457 | 1 469 |

| 2022  | - | - | - | - | - | - | - | - |
| ----- | - | - | - | - | - | - | - | - |
| 1 454 | - | - | - | - | - | - | - | - |

#### Pyramide des âges
La population de la commune est relativement jeune.
En 2018, le taux de personnes d'un âge inférieur à 30 ans s'élève à 35,3 %, soit en dessous de la moyenne départementale (37,2 %). À l'inverse, le taux de personnes d'âge supérieur à 60 ans est de 26,3 % la même année, alors qu'il est de 25,6 % au niveau départemental.
En 2018, la commune compte 724 hommes pour 739 femmes, soit un taux de 50,51 % de femmes, légèrement inférieur au taux départemental (51,37 %).
Les pyramides des âges de la commune et du département s'établissent comme suit.
| Hommes | Classe d’âge | Femmes |
| ------ | ------------ | ------ |
| 0,1    | 90 ou +      | 0,3    |
| 4,8    | 75-89 ans    | 4,7    |
| 20,8   | 60-74 ans    | 22,0   |
| 20,1   | 45-59 ans    | 20,2   |
| 17,6   | 30-44 ans    | 18,8   |
| 16,1   | 15-29 ans    | 15,2   |
| 20,4   | 0-14 ans     | 18,9   |

| Hommes | Classe d’âge | Femmes |
| ------ | ------------ | ------ |
| 0,9    | 90 ou +      | 2,1    |
| 7      | 75-89 ans    | 9,5    |
| 16,2   | 60-74 ans    | 16,9   |
| 19,4   | 45-59 ans    | 18,7   |
| 18,2   | 30-44 ans    | 17,5   |
| 18,8   | 15-29 ans    | 17,6   |
| 19,5   | 0-14 ans     | 17,6   |

## Économie
Sur 82 établissements présents sur la commune à fin 2010, 13 % relèvent du secteur de l'agriculture (pour une moyenne de 17 % sur le département), 16 % du secteur de l'industrie, 16 % du secteur de la construction, 40 % de celui du commerce et des services et 15 % du secteur de l'administration et de la santé. Cinq ans plus tard, en 2015, sur les 106 établissements présents, 12 % relèvent du secteur de l'agriculture (pour une moyenne de 11 % sur le département), 15 % du secteur de l'industrie, 8 % de celui de la construction, 55 % du secteur du commerce et des services et 10 % de celui de l'administration et de la santé.

## Lieux et monuments
- Église Saint-Étienne.

## Personnalités liées à la commune
- Henri de La Rochejaquelein, mort à Nuaillé le 28 janvier 1794.